# Budapest kronológiája
Ez a lap a magyar főváros, Budapest történetét mutatja be, kronológiai sorrendben.

## Kronológiai idővonal

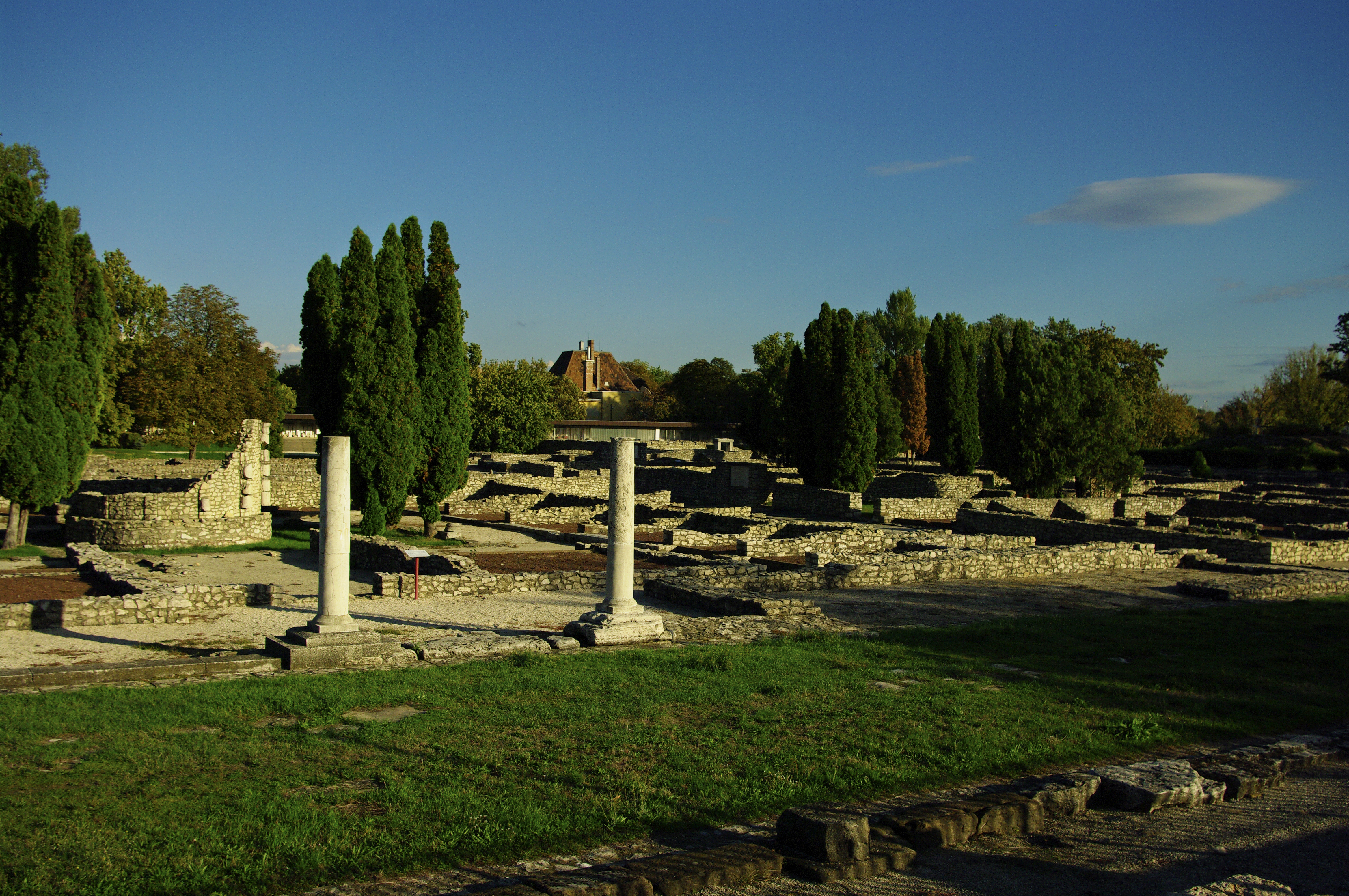
A római kori Aquincum település romjai Budán

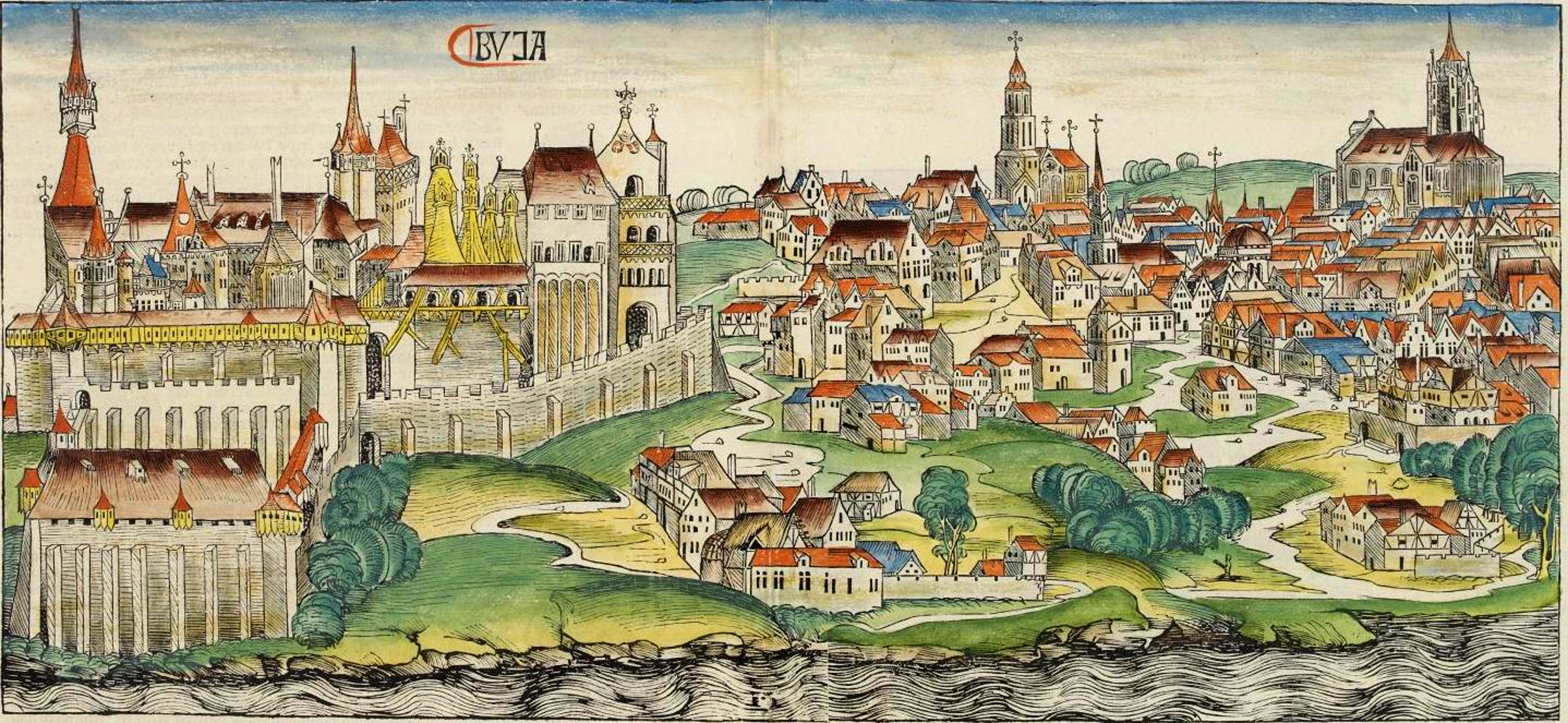
Buda 1493-ban a Nürnbergi Krónikában

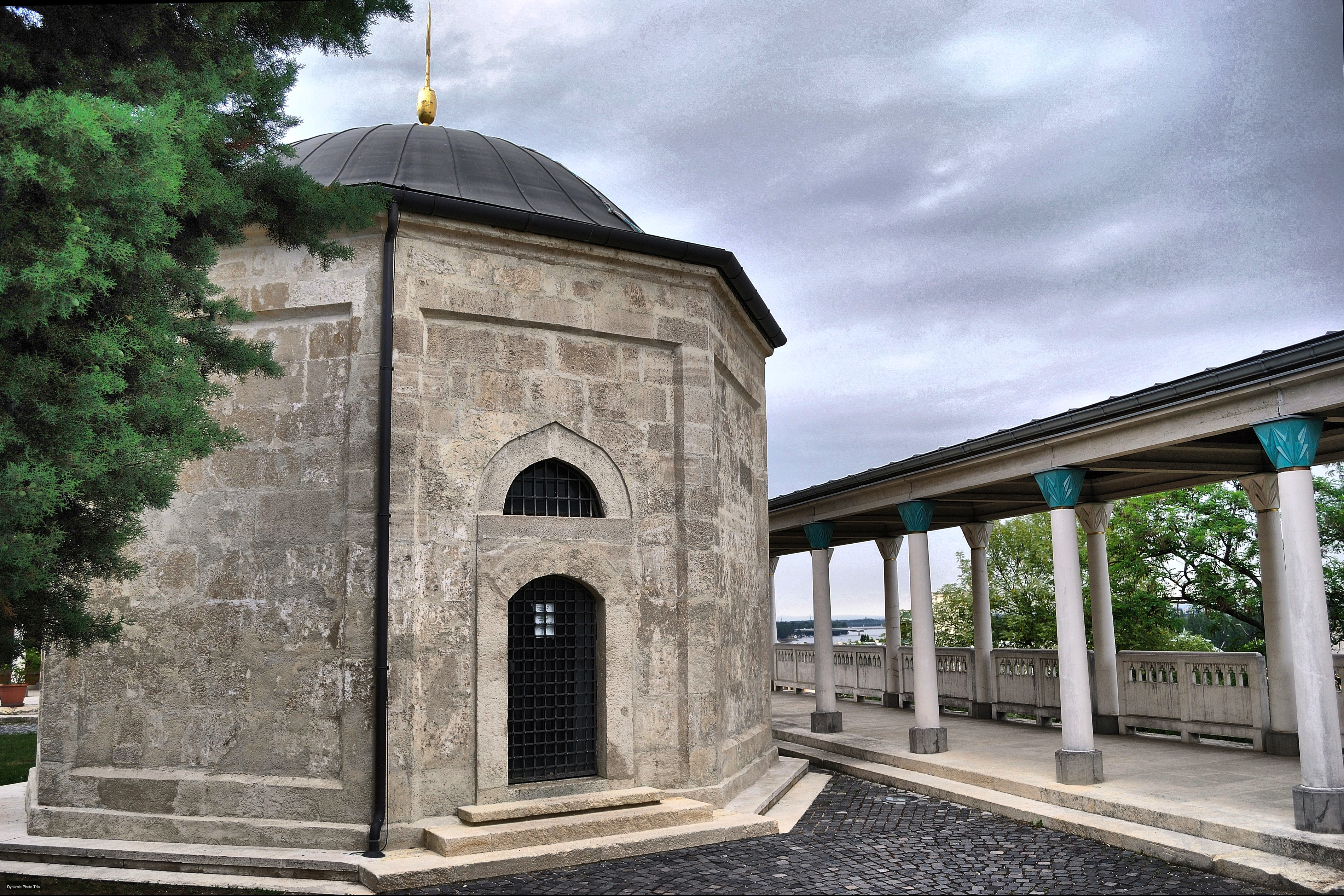
A főváros török kori emléke, Gül Baba türbéje

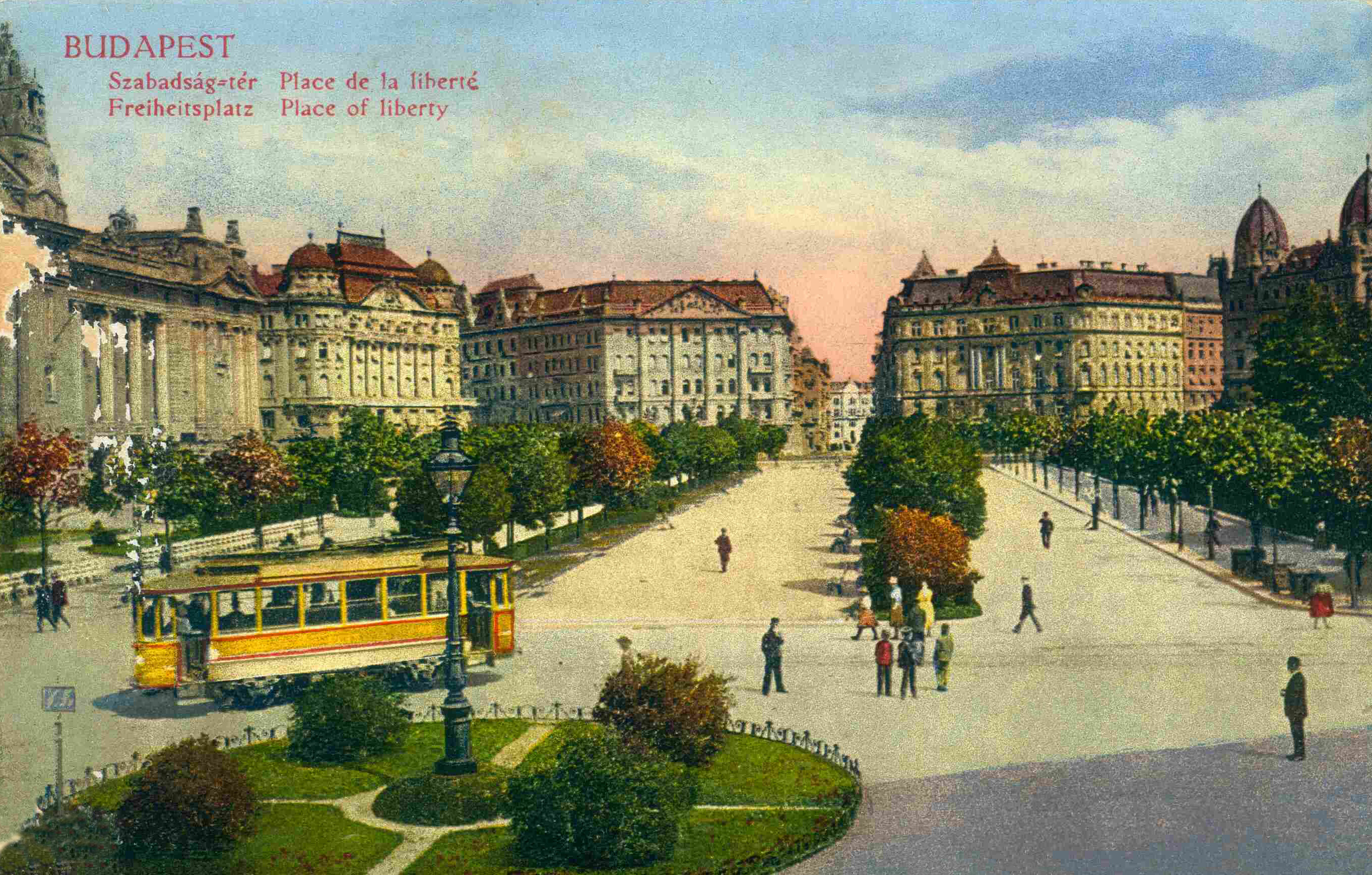
A Szabadság tér a „boldog békeidők” alatt

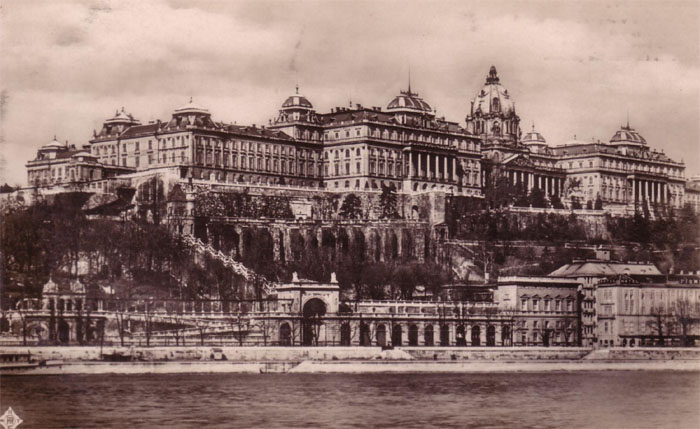
A Budavári Palota 1930-ban

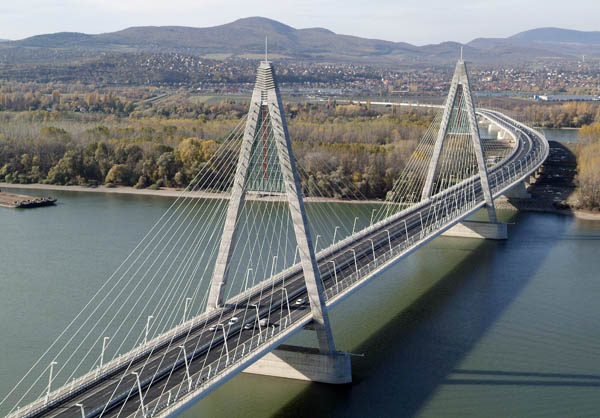
A 2008-ban átadott M0-s autóút hídja, a Megyeri híd

| Év        | Esemény |
| --------- | --- |
| I. e.     | Újkőkorszaki-, kőrézkori-, bronzkori- és vaskori leletek, valamint kelta és eraviszkuszi települések. |
| 1. század | A rómaiak megalapítják Aquincum városát, ami a Pannonia provincia fővárosa lesz, és ez lesz a legnagyobb és legnépesebb település a Duna régióban. |
| 896       | A honfoglalás idején a honfoglaló magyarok egy települést hoznak létre. |
| 1046      | Szent Gellértet pogányok a hegyről a mélységbe lökik, ő volt Imre herceg tanítója, és később róla nevezték el a Gellért-hegyet. |
| 1241      | A tatárok lerohanják a várost, majd IV. Béla király megépítteti az első királyi várat a várhegyen. |
| 1270      | Meghal Szent Margit IV. Béla király lánya a Nyulak szigetén, ma a sziget az ő nevét viseli (Margit-sziget). |
| 1458      | Megkezdi uralkodását Mátyás király, az ő kormányzása alatt lesz Buda a magyar reneszánsz központja. Uralkodása haláláig tart 1490-ig. |
| 1541      | A város török kézre kerül, a törökök több mecsetet és fürdőt építenek Budán. |
| 1686      | A város visszaszerzése Habsburg segítséggel, Buda és Pest is teljesen elpusztult. |
| 1773      | Pest első polgármesterének megválasztása. |
| 1777      | Mária Terézia a királyi intézményeket és az egyetemeket is a városba költözteti, és tömegesen telepíti be a német ajkúakat Budára és Pestre. |
| 1795      | Martinovics Ignácot és más jakobinus vezetőket kivégeznek a budai vártól nyugatra eső területen, ezt ma Vérmezőnek nevezik. |
| 1810      | A Tabán városrészben tűz pusztít. |
| 1825      | A Reformkor kezdete. Pest válik a kulturális és gazdasági központjává Magyarországnak. Megépül az első Nemzeti Színház valamint a Magyar Nemzeti Múzeum is. |
| 1838      | Márciusban hatalmas árvíz pusztított, és a város épületeinek jelentős része romba is dőlt. |
| 1842      | Megkezdődik a Széchenyi lánchíd építése. |
| 1848      | Március 15-én kitört a pesti forradalom, ami a Batthyány-kormány megalakulásához vezetett. |
| 1849      | Január 5-én az osztrák seregek elfoglalják a várost, de a magyar honvédség a „Tavaszi hadjárat” során visszaszerzi. Nyár elején azonban újra visszafoglalják a várost, és kivégzik október 6-án Batthyány Lajost a mai Szabadság tér helyén álló Újépület udvarán.                                                         |
| 1849      | Befejeződik a Lánchíd építése. |
| 1867      | Megtörtént a Kiegyezés, ami következményeként még soha nem látott polgári fejlődés vette kezdetét. |
| 1873      | Az egykori városokat, Pestet, Budát és Óbudát január 1-jén egyesítették, és ezzel létrejött a jelenlegi magyar főváros, a Budapest. November 17-én az új testület átvette az egyesített főváros irányítását. |
| 1874      | Átadták az első fogaskerekű vasutat. |
| 1878      | Megjelent a nyilvános elektromos világítás a város központjában. |
| 1896      | A millenniumi ünnepségek ideje. Felavatták a világon másodikként a Földalatti vasutat, az Országházat, a Ferenc József hidat (a mai Szabadság hídat) |
| 1918      | Az őszirózsás forradalom, a Károlyi-kormány megalakulása. |
| 1919      | A Tanácsköztársaság létrejötte. Augusztus 4-én a román hadsereg bevonult Budapestre. |
| 1924      | A Magyar Nemzeti Bank megalakulása. |
| 1925      | A Magyar Rádió megkezdi sugárzását. |
| 1944      | A németek elfoglalták a várost. A nyilas kormány 50 ezer zsidót deportált a városból és 70 ezret a Pesten kijelölt gettóba költöztetett. |
| 1945      | Budapest ostroma. A szovjet hadsereg január 5-én megostromolta a várost, a visszahúzódó német haderő lerombolta az összes Duna-hidat. A közel 80 ezer fős német és magyar védősereg teljesen megsemmisült, emellett 38 ezer fővárosi civil pusztult el, a szovjetek nagyszámú fővárosi és környékbeli lakost hurcoltak el. |
| 1950      | Január 1-jén 23 környező településnek a fővároshoz csatolásával létrejött Nagy-Budapest. |
| 1956      | Október 23-án kitört a magyar forradalom a szovjet elnyomás ellen. Az utolsó felkelőket november 11-én verték le Csepelnél. |
| 1960      | A háborús károk nagymértékű javítása. |
| 1987      | A Budai Várnegyed és a Duna-part látképe világörökségi helyszínné minősíti az UNESCO. |
| 2002      | Az Andrássy út, a Hősök tere és a Millenniumi Földalatti Vasút is fölkerül a világörökségi listára. |
| 2008      | Elkészül az M0-s autóút hídja, a Megyeri híd. |